# やんちゃギャルの安城さん
『やんちゃギャルの安城さん』（やんちゃギャルのあんじょうさん）は、加藤雄一による日本の漫画作品。『ヤングキング』（少年画報社）にて、2017年17号より連載中。
明るい主人公とクラスの冴えない男子の恋愛模様を描いた作品。

## 登場人物
舞台は愛知県春日井市にある高校。登場人物の名前は全て愛知県の地名となっている。
瀬戸（せと）
高校生。2年2組。男子。
短髪で眼鏡をかけている。身長は高め。

安城 アンナ（あんじょう アンナ）
主人公。高校生。2年2組。女子。
明るく無邪気で誰とでも分け隔てなく接する。

豊田（とよだ）
高校生。2年2組。女子。
安城と知多の友人。美化委員会所属。

知多（ちた）
高校生。2年2組。女子。
安城と知多の友人。美化委員会所属。

犬山（いぬやま）
高校生。2年2組。男子。
瀬戸の中学時代からの友人。

小牧（こまき）
養護教諭。

## 書誌情報
- 加藤雄一『やんちゃギャルの安城さん』少年画報社〈YKコミックス〉、既刊15巻（2025年2月27日現在）
  1. 2018年3月12日発売[3]、ISBN 978-4-7859-6176-3
  2. 2018年8月27日発売[4]、ISBN 978-4-7859-6268-5
  3. 2019年2月12日発売[5]、ISBN 978-4-7859-6375-0
  4. 2019年8月8日発売[6]、ISBN 978-4-7859-6945-5
  5. 2019年12月13日発売[7]、ISBN 978-4-7859-6477-1
  6. 2020年7月13日発売[8]、ISBN 978-4-7859-6707-9
  7. 2020年12月14日発売[9]、ISBN 978-4-7859-6816-8
  8. 2021年7月12日発売[10]、ISBN 978-4-7859-6816-8
  9. 2021年12月13日発売[11]、ISBN 978-4-7859-7050-5
  10. 2022年5月23日発売[12]、ISBN 978-4-7859-7140-3
  11. 2022年12月12日発売[13]、ISBN 978-4-7859-7288-2
  12. 2023年8月7日発売[14]、ISBN 978-4-7859-7452-7
  13. 2023年12月14日発売[15]、ISBN 978-4-7859-7558-6
  14. 2024年7月31日発売[16]、ISBN 978-4-7859-7719-1
  15. 2025年2月27日発売[17]、ISBN 978-4-7859-7881-5

## スピンオフ
- 『安城さんの学校の保健室の小牧先生』 - 綾杉つばきによる読み切り作品。養護教諭の小牧が主人公。2019年5月13日発売の11号にて掲載[18]。
- 『やんちゃギャルの安城さんたち〜高1編〜』 - すおしろによる作品。安城とその友人たちが瀬戸と出会う前の時間軸が舞台の作品。2019年5月27日より連載[19]。全6巻。
  1. 2019年12月23日発売[20]、ISBN 978-4-7859-6582-2
  2. 2020年7月13日発売[21]、ISBN 978-4-7859-6708-6
  3. 2020年12月14日発売[22]、ISBN 978-4-7859-6817-5
  4. 2021年7月12日発売[23]、ISBN 978-4-7859-6945-5
  5. 2021年12月21日発売[24]、ISBN 978-4-7859-7051-2
  6. 2022年12月12日発売[13]、ISBN 978-4-7859-7289-9
- 『小牧先生のダンジョンほけんだより 〜feat.やんちゃギャルの安城さん〜』 - すおしろによる作品。養護教諭の小牧が主人公。2022年12月12日から2024年7月22日まで連載[25]。全2巻。
  1. 2023年8月7日発売[26]、ISBN 978-4-7859-7453-4
  2. 2024年8月26日発売[27]、ISBN 978-4-7859-7748-1

## コラボレーション
キュアメイドカフェ秋葉原
2020年2月7日から同年2月24日までコラボカフェ「少年画報社 × キュアメイドカフェValentine’s」がキュアメイドカフェ秋葉原で行われた。コラボカフェでは『やんちゃギャルの安城さん』と『制服少女未征服』（掲載誌：アワーズGH、作者：亜桜まる）をイメージしたコラボメニューの販売やノベルティーのプレゼントなどを行った。
スイリ先生、はしたないっ!
『やんちゃギャルの安城さん』15巻と『スイリ先生、はしたないっ！』（掲載誌：ヤングキング、作者：井上とさず）3巻の同時刊行を記念してコラボ企画が行われた。コラボ企画では井上がコラボ漫画を、加藤は応援イラストを作成し、それらはヤングキング6号と『スイリ先生、はしたないっ！』3巻に掲載された 。